# The Mighty Don't Kneel
The Mighty Don't Kneel (TMDK)  è una stable di wrestling attiva nella New Japan Pro-Wrestling e guidata da Zack Sabre Jr.
Tra il 2015 e il 2018 Haste e Nicholls hanno fatto coppia nella World Wrestling Entertainment con il nome di TM-61.
Dopo aver combattuto nel circuito indipendente australiano, si sono fatti un nome nella Pro Wrestling Noah dove Haste e Nicholls sono stati campioni di coppia.
Dopo il licenziamento dalla WWE la stable si è riformata in NJPW nel 2022.

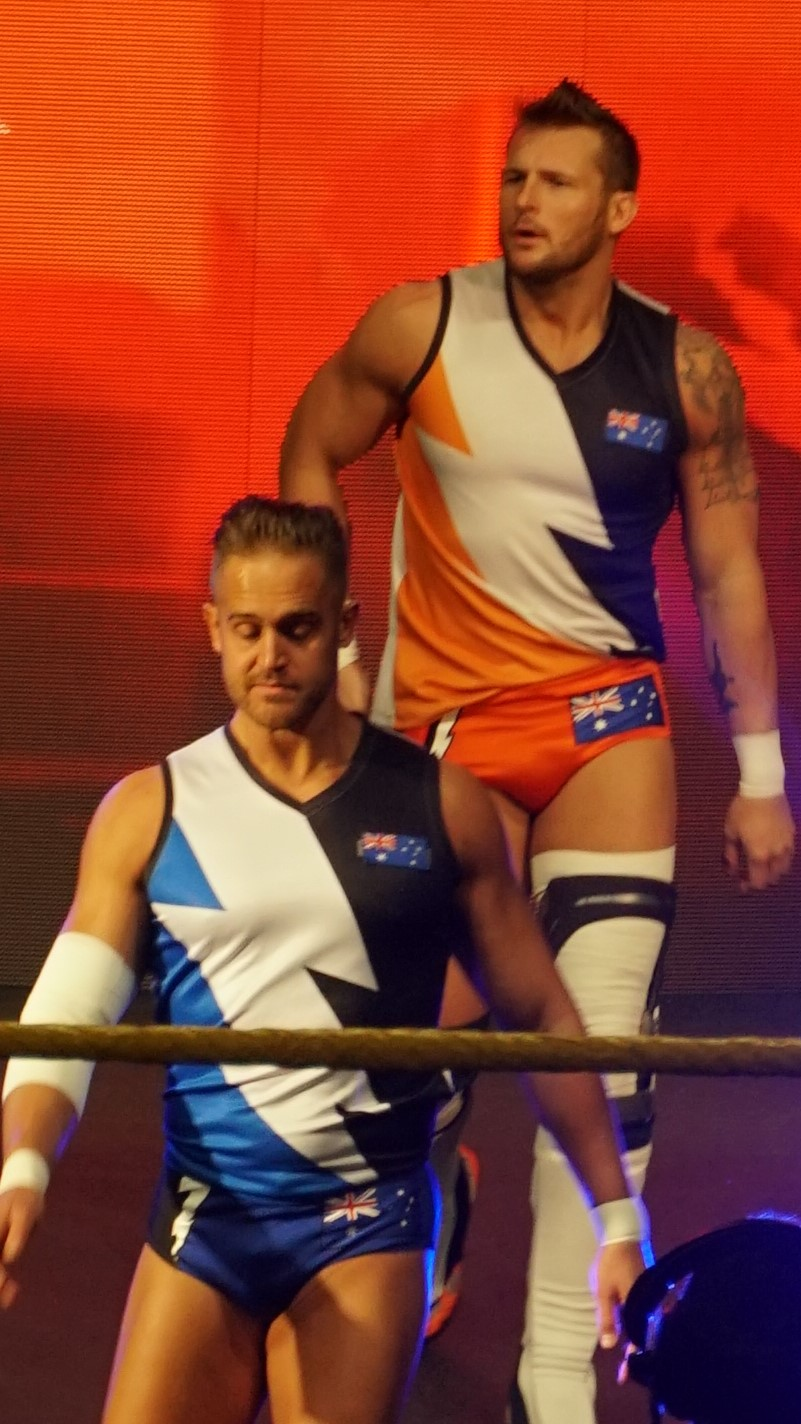
Haste e Nicholls nel 2018 in WWE.

## Storia

### World Wrestling Entertainment (2015–2018)
Nel 2015 Haste e Nicholls firmano con la WWE e vengono mandati nel territorio di sviluppo di NXT, dove avviene la firma dei due il 25 marzo 2016. Il debutto dei due avviene il 25 maggio 2016 ad NXT con il ringname TM-61 dove perdono contro Johnny Gargano e Tommaso Ciampa. Il 7 ottobre 2016 i TM-61 partecipano al Dusty Rhodes Tag Team Classic dove arrivano fino in finale, svoltasi a NXT TakeOver: Toronto il 19 novembre; qui, tuttavia, vengono sconfitti dagli Authors of Pain (Akam e Rezar), che si aggiudicano il torneo. Il 18 gennaio 2017 ad NXT Thorne ha subito un brutto infortunio al ginocchio seguito di un attacco dei Revival (Dash Wilder e Scott Dawson) che lo terrà fuori dal ring per 7-9 mesi. I TM-61 sono tornati in azione nella puntata di NXT del 31 gennaio 2018, più di un anno dopo dal loro ultimo match, sconfiggendo gli Ealy Brothers (Gabriel Ealy e Uriel Ealy). Nella puntata di NXT del 14 febbraio i TM-61 hanno sconfitto i jobber Andrew Duckworth e Jon Skyler. Nella puntata di NXT del 7 marzo i TM-61 sono stati sconfitti dagli Authors of Pain nei quarti di finale del Dusty Rhodes Tag Team Classic. Nella puntata di NXT del 2 maggio i TM-61 hanno sconfitto gli Street Profits (Angelo Dawkins e Montez Ford). Nella puntata di NXT del 22 maggio i TM-61 hanno sconfitto gli Heavy Machinery (Otis Dozovic e Tucker Knight). Nella puntata di NXT del 6 giugno Miller e Thorne hanno sconfitto i jobber Mike Hughley e Robbie Grand. Nella puntata di NXT del 20 giugno sono stati sconfitti dai War Raiders (Hanson e Rowe). Nella puntata di NXT del 4 luglio hanno sconfitto Otis Dozovic in un 2-on-1 Handicap match. Nella puntata di NXT del 12 dicembre sono stati sconfitti da Oney Lorcan e Danny Burch. TM-61 si sciolgono il giorno dopo a causa del rilascio di Nick Miller dalla federazione.

### New Japan Pro-Wrestling (2022–presente)

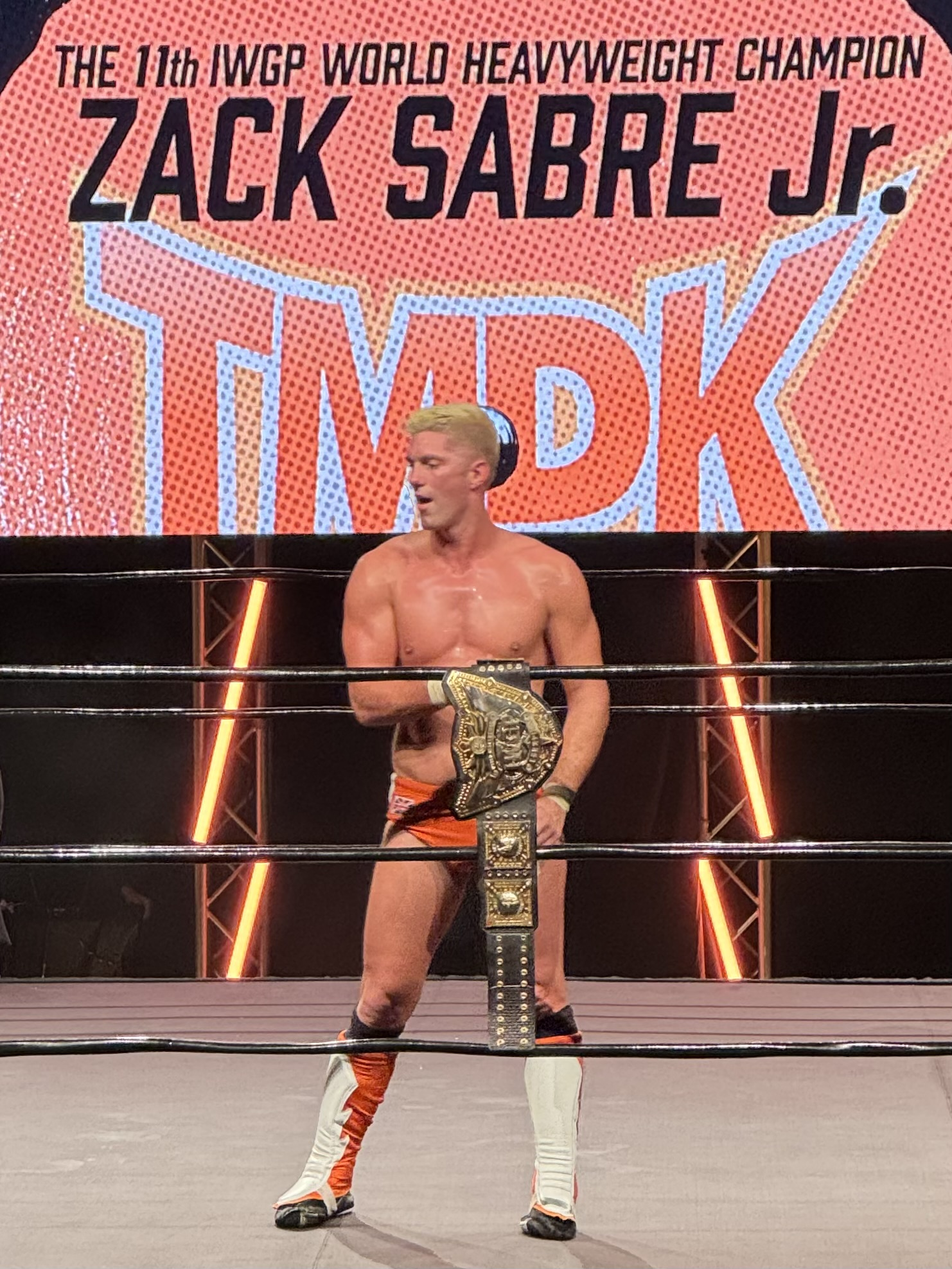
Zack Sabre Jr. come IWGP World Heavyweight Champion

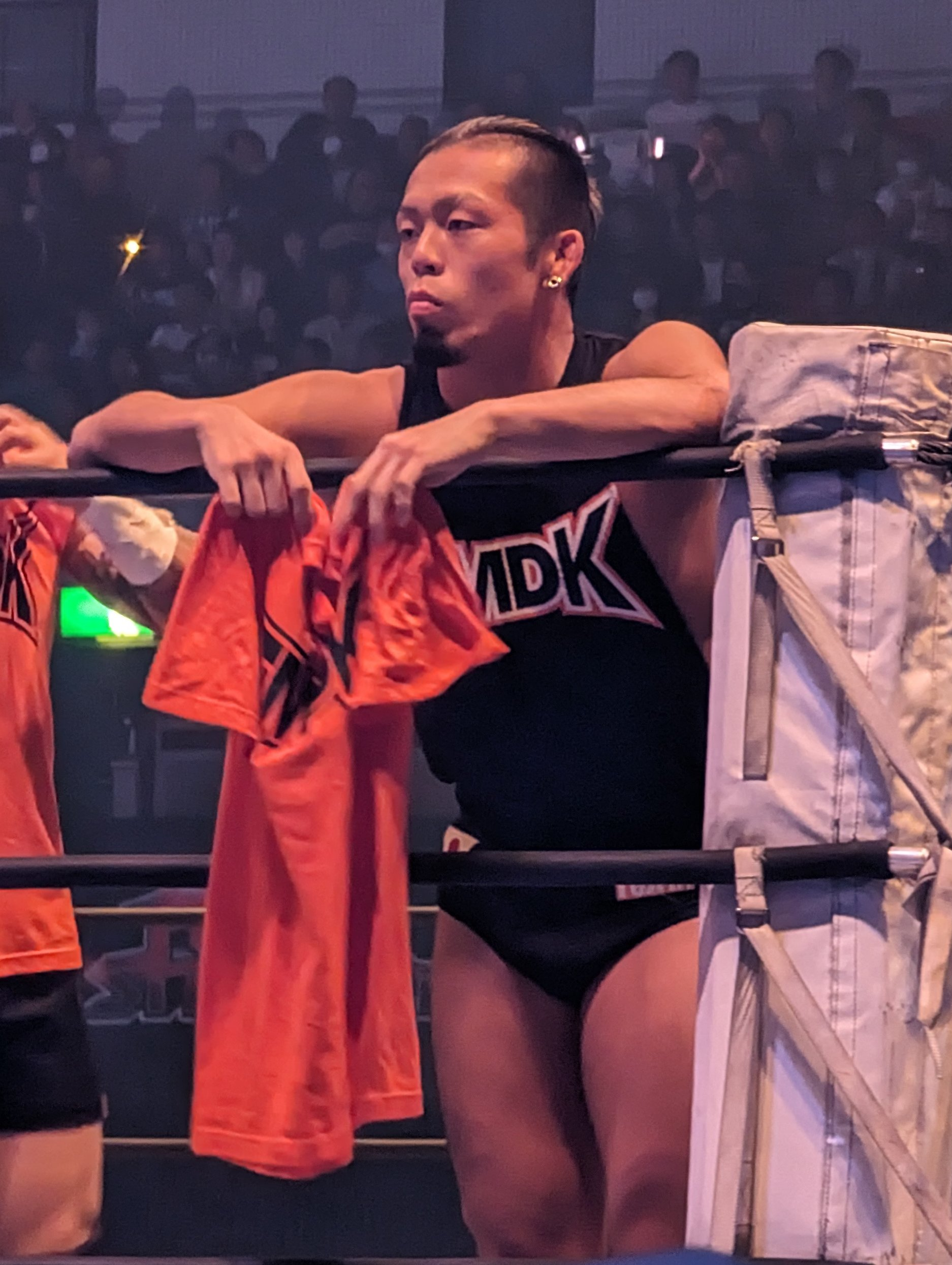
Kosei Fujita

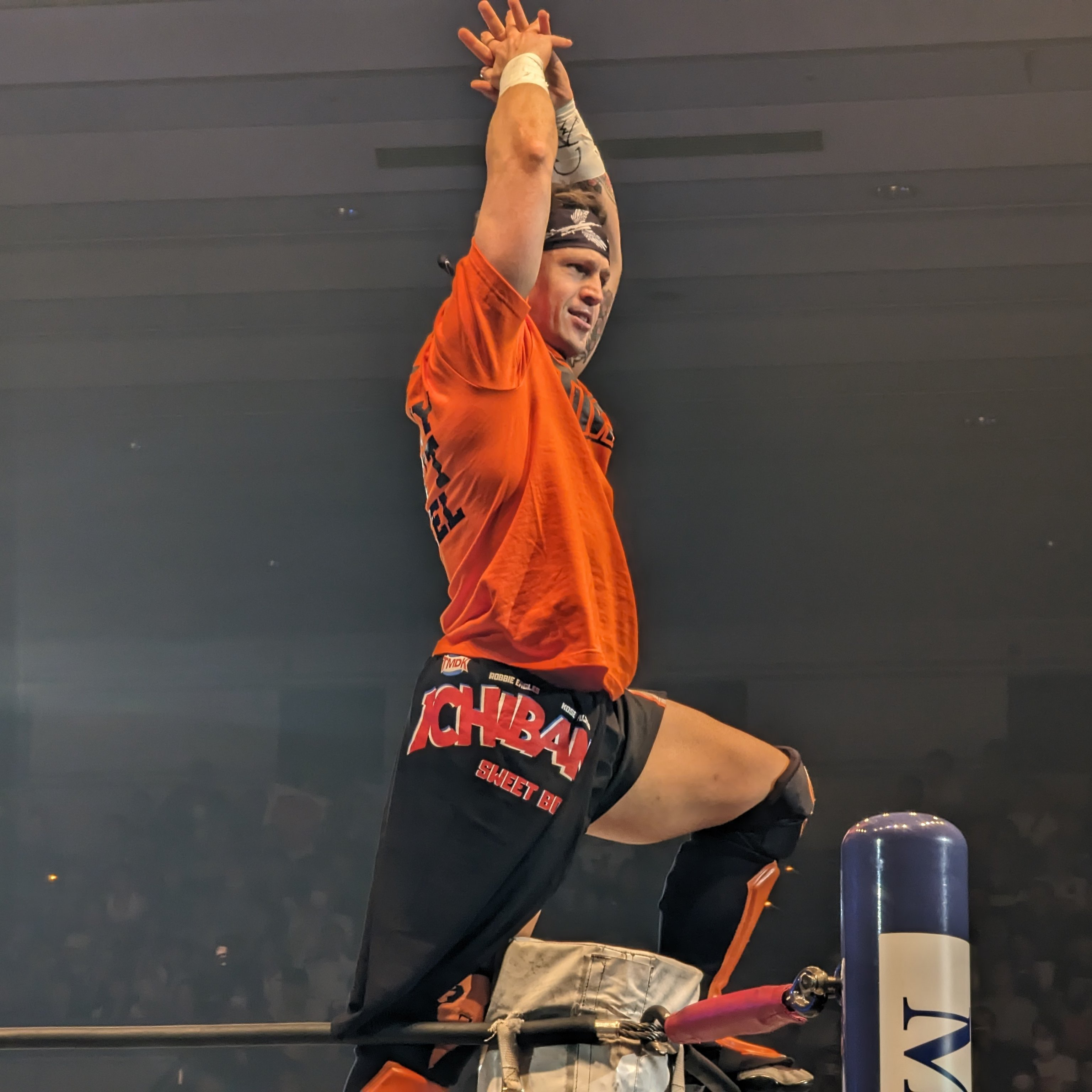
Robbie Eagles

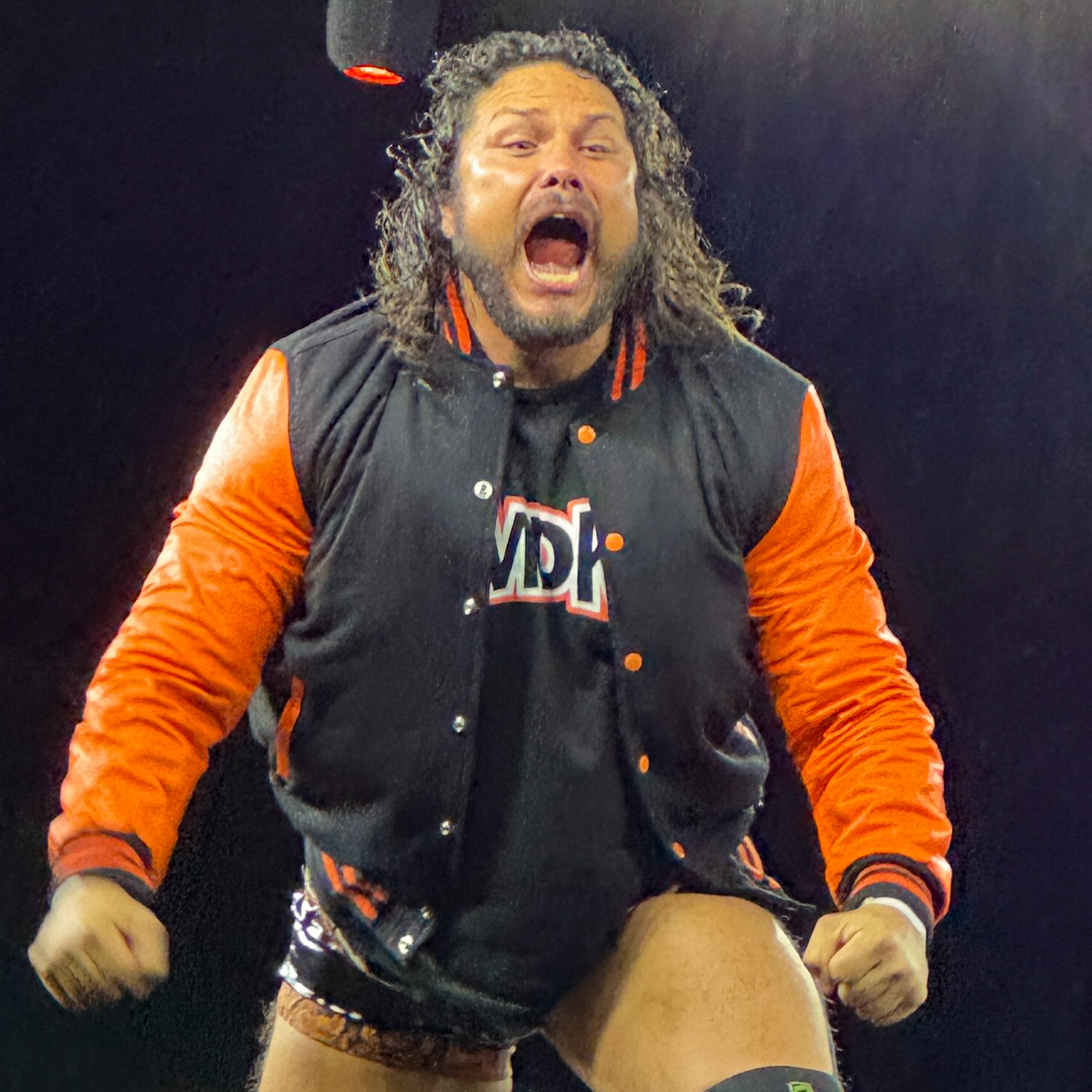
Bad Dude Tito

I TMDK si sono riformati nello show americano della NJPW, Strong, quando Shane Haste, appena licenziato dalla WWE, interrompe un incontro fra i FinJuice e il team di Bad Dude Tito e Jonah. All'evento Capital Collision anche Nicholls si è riunito alla stable.
Dopo il ritorno di Jonah in WWE, i TMDK hanno eletto come nuovo "frontman" Zack Sabre Jr., nuovo Television Champion, durante Wrestle Kingdom 17.
Sabre andrà poi a vincere il G1 Climax 34 e, all'evento King of Pro Wrestling, l'IWGP World Heavyweight Championship sconfiggendo Tetsuya Naito.

## Membri
| Simbolo | Significato      |
| ------- | ---------------- |
| I/II    | Leader           |
| *       | Membro fondatore |

### Attuali
| Membro          | Membro                 | Entrata           | Note |
| --------------- | ---------------------- | ----------------- | ---- |
| Bad Dude Tito   | Stati Uniti (bandiera) | 14 maggio 2022    |      |
| Hartley Jackson | Australia (bandiera)   | 20 giugno 2015    |      |
| Kosei Fujita    | Giappone (bandiera)    | 5 gennaio 2023    |      |
| Mikey Nicholls  | Australia (bandiera)   | 23 febbraio 2011  | *    |
| Robbie Eagles   | Australia (bandiera)   | 23 marzo 2023     |      |
| Ryohei Oiwa     | Giappone (bandiera)    | 29 settembre 2024 |      |
| Shane Haste     | Australia (bandiera)   | 23 febbraio 2011  | *    |
| Zack Sabre Jr.  | Inghilterra (bandiera) | 4 gennaio 2023    | II   |

### Passati
| Membro          | Membro               | Entrata          | Uscita           | Note |
| --------------- | -------------------- | ---------------- | ---------------- | ---- |
| Damian Slater   | Australia (bandiera) | 12 agosto 2017   | 27 luglio 2019   |      |
| Elliot Sexton   | Australia (bandiera) | 18 febbraio 2018 | 18 febbraio 2018 |      |
| Jonah Rock      | Australia (bandiera) | 8 marzo 2013     | 19 febbraio 2018 |      |
| Jonah Rock      | Australia (bandiera) | 20 marzo 2022    | 19 dicembre 2022 | I    |
| Marcius Pitt    | Australia (bandiera) | 2 novembre 2013  | 27 luglio 2019   |      |
| Mikey Broderick | Australia (bandiera) | 7 luglio 2018    | 27 luglio 2019   |      |
| Slex            | Australia (bandiera) | 8 giugno 2013    | 26 luglio 2013   |      |
| Slex            | Australia (bandiera) | 14 maggio 2016   | 10 maggio 2019   |      |
| Slex            | Australia (bandiera) | 16 aprile 2023   |                  |      |

## Nel wrestling

### Mosse finali
- Tankbuster (Diving DDT di  Haste e Over the shoulder facebuster di Nicholls in combinazione)
- Thunder Valley (Double Team Gorilla Press Slam)

### Musiche d'ingresso
- Stand Tall dei CFO$ (2015–2018)

## Titoli e riconoscimenti
- Australian Wrestling Alliance
  - AWA Heavyweight Championship (1) - Jonah Rock

- Explosive Professional Wrestling
  - EPW Championship (8) – Mikey Nicholls (2), Shane Haste (1), Marcius Pitt (5)
  - EPW Tag Team Championship (1) - (Haste e Nicholls)[1]
- Melbourne City Wrestling
  - MCW Heavyweight Championship (3) - Sexton, Slex, Rock
  - MCW Intercommonwealth Championship (3) - Slex (2), Rock
  - MCW Tag Team Championship (2) - Slex e Pitt, Rock e Jackson
- Pro Wrestling Noah
  - GHC Tag Team Championship (2) - (Haste e Nicholls)
- New Japan Pro-Wrestling 
  - IWGP World Heavyweight Championship (2) - (Sabre)
  - IWGP Junior Heavyweight Tag Team Championship (1) - (Eagles e Fujita)
  - NJPW World Television Championship (2) - (Sabre)
  - IWGP Tag Team Championship (1) - (Haste e Nicholls)
  - Strong Openweight Tag Team Championship (2) - (Haste e Nicholls)
  - G1 Climax (2024, Sabre)
  - Super Junior Tag League (2024, Eagles e Fujita)
  - Best of the Super Juniors (2025, Fujita)
- United Wrestling Network
  - UWN Tag Team Championship (1) - Tito e Haste